# Phrack
Phrack（フラック）は、アンダーグラウンド系のオンラインマガジンである。

## 概要
1985年11月17日に創刊され、不定期刊行、無料公開されているオンラインマガジンである。マガジンの名称が、アンダーグラウンド用語のphrack（フラック）＝phreack（フリーク）＋クラック（crack）＋ハック（hack）に由来することから判るように、内容はアンダーグラウンド向けの情報となっている。また、記事の守備範囲も単にシステムハック関連の話題に限定されず、ソーシャル・エンジニアリング関連の記事、トーク的な記事、アンダーグラウンド業界話といったように、広範囲に渡る。システム関連の記事では、初期は電話系やUnix系が多かったが、後年はWindows系も多く見られる。
著者陣も有名なハッカーで構成されており、l0phtやAleph Oneなども執筆に関わっていた。
2005年（63号発刊時）に一時廃刊の話が挙がったが、その後も断続的にではあるが刊行されており、2019年4月現在、69号まで発刊されている。

## 内容
各号は10 - 20程度の記事で構成されている。号（英: issue）番号および記事（英: article）番号は、ウェブリンクなどでは10進で記されているが、記事本体には16進で記されていることもある。

### 定番記事
頻出する定番記事は以下の通り。
Introduction - 導入
各号の冒頭記事に位置付けられている。What's new的な話、目次、PGP署名などで構成される。また、廃刊告知もここで行なわれた。
Loopback
各号の第2記事にくることが多い。読者の声に相当する。
Linenoise
Loopbackに続くことが多い。読者から寄せられた、記事の体裁をなしているものを一まとめの記事としたものである。
Phrack Prophile
スタッフ紹介である。身長や体重などといった、アンダーグラウンドに関わらない詳細な情報まで記載されていることもある。
Phrack World News / International scenes - 各国事情
各国のアンダーグラウンド事情、近年のアンダーグラウンド事情がまとめられている記事である。第58号では日本の警察についても触れられている。
extract.c
extractと呼ばれるプログラムのソースコードが記された記事で、第50号から一時期付けられていた。引数に指定されたファイルの中から、<++>と書かれた行と<-->と書かれた行を見つけ出し、その間の内容を一つのファイルとして書き出す（書き出し先ファイル名は<++>の直後に指定されているものとみなす）というプログラムである。記事の性質上、システムハックに関するプログラムが付けられていることがあり、その場合はこのプログラムを使うとプログラムだけを別ファイルに切り出すことが可能となる。
C言語、Perl、AWK、shar、Pythonなど、複数言語のソースコードも本マガジンで提供されており、これらのソースコードもこの記事に対してextractを掛けることで生成可能となっている。また、ファイル名の後にチェックサムを記述することで、チェックサム機能を有するバージョンも存在する。

### 各号の主な内容
| 号数 | 発刊日         | 主な内容 | 備考                                       |
| ---- | -------------- | --- | ------------------------------------------ |
| 1    | 1985年11月17日 | |                                            |
| 2    | 1986年1月1日   | |                                            |
| 3    | 1986年2月1日   | |                                            |
| 4    | 1986年3月13日  | |                                            |
| 5    | 1986年4月18日  | |                                            |
| 6    | 1986年6月10日  | |                                            |
| 7    | 1986年9月25日  | |                                            |
| 8    | 1986年11月1日  | |                                            |
| 9    | 1986年12月1日  | |                                            |
| 10   | 1987年1月1日   | |                                            |
| 11   | 1987年2月17日  | |                                            |
| 12   | 1987年3月29日  | |                                            |
| 13   | 1987年4月1日   | |                                            |
| 14   | 1987年7月28日  | |                                            |
| 15   | 1987年8月7日   | |                                            |
| 16   | 1987年11月1日  | |                                            |
| 17   | 1988年4月7日   | |                                            |
| 18   | 1988年6月7日   | |                                            |
| 19   | 1988年9月1日   | |                                            |
| 20   | 1988年10月12日 | |                                            |
| 21   | 1988年11月4日  | |                                            |
| 22   | 1988年12月23日 | |                                            |
| 23   | 1989年1月25日  | |                                            |
| 24   | 1989年2月25日  | |                                            |
| 25   | 1989年3月29日  | |                                            |
| 26   | 1989年4月25日  | |                                            |
| 27   | 1989年5月20日  | |                                            |
| 28   | 1989年10月7日  | |                                            |
| 29   | 1989年11月17日 | |                                            |
| 30   | 1989年12月24日 | |                                            |
| 31   | 1990年5月28日  | |                                            |
| 32   | 1990年11月17日 | |                                            |
| 33   | 1991年9月15日  | |                                            |
| 34   | 1991年10月13日 | |                                            |
| 35   | 1991年11月17日 | |                                            |
| 36   | 1991年12月31日 | |                                            |
| 37   | 1992年3月1日   | |                                            |
| 38   | 1992年4月26日  | |                                            |
| 39   | 1992年6月26日  | |                                            |
| 40   | 1992年8月1日   | |                                            |
| 41   | 1992年12月31日 | |                                            |
| 42   | 1993年3月1日   | |                                            |
| 43   | 1993年7月1日   | |                                            |
| 44   | 1993年11月17日 | |                                            |
| 45   | 1994年3月30日  | |                                            |
| 46   | 1994年9月20日  | |                                            |
| 47   | 1995年4月15日  | |                                            |
| 48   | 1996年9月1日   | |                                            |
| 49   | 1996年11月8日  | 15 - SYNフラグを用いないポートスキャン手法 |                                            |
| 50   | 1997年4月9日   | |                                            |
| 51   | 1997年9月1日   | 11 - nmapの誕生 |                                            |
| 52   | 1998年1月26日  | |                                            |
| 53   | 1998年7月8日   | 7 - Windows用ステルスキーロガー 8 - T/TCPの脆弱性 13 - ポートスキャン検出ツール |                                            |
| 54   | 1998年12月25日 | 9 - TCP/IP Stack Fingerprinting（nmap関連） |                                            |
| 55   | 1999年9月9日   | |                                            |
| 56   | 2000年5月1日   | |                                            |
| 57   | 2001年8月11日  | |                                            |
| 58   | 2001年12月28日 | | 日本警察についても触れられている           |
| 59   | 2002年7月28日  | 7 - 書式文字列攻撃 14 - Linuxカーネルキーロガー |                                            |
| 60   | 2002年12月28日 | 13 - 低価格で持ち運び可能なGPSジャマー |                                            |
| 61   | 2003年8月13日  | 7 - Linuxページフォールトハンドラのハイジャック 9 - ポリモルフィックシェルコードエンジン 10 - ローダブルカーネルモジュールへのインジェクション 11 - Unicode-proofなシェルコード       |                                            |
| 62   | 2004年7月13日  | 5 - Windowsバッファオーバーフロー保護の回避 6 - Windows NTのカーネルモードバックドア 9 - UTF-8シェルコード 10 - Apacheモジュールへの攻撃 13 - Windowsパーソナルファイアウォールの突破 | Windows特集号                              |
| 63   | 2005年8月1日   | 6 - Windows CEハッキング | 一時、廃刊と発表された際の最終号である     |
| 64   | 2007年5月27日  | 8 - 自動的な脆弱性監査 | 廃刊発表後、一新してTCLHが監修を務めている |
| 65   | 2008年4月11日  | 4 - ステルスフッキング（Windowsカーネルを突破する別の方法） |                                            |
| 66   | 2009年6月11日  | |                                            |
| 67   | 2010年11月17日 | |                                            |
| 68   | 2012年4月14日  | |                                            |
| 69   | 2016年5月6日   | |                                            |
| 70   | 2021年10月5日  | 1 - ハッカーコミュニティの変化を嘆く記述あり。物販の紹介。 | 最新刊。                                   |

## 主な執筆者
L0pht
Aleph One（en）
TCLH - The Circle of Lost Hackers